# Fujimacia bicoloralis
Fujimacia bicoloralis is een vlinder uit de familie van de snuitmotten (Pyralidae). De wetenschappelijke naam van de soort werd voor het eerst geldig gepubliceerd in 1889 door Leech als Endotricha bicoloralis.